# 巴略 (北部省)
巴略（法語：Bas-Lieu，法語發音：[ba ljø]）是法国上法蘭西大區北部省的一个市镇，属于埃尔普河畔阿韦讷区。

## 地理
巴略（50°8'2"N, 3°56'27"E）面积7.62 平方千米，位于法国上法蘭西大區北部省，该省份为法国最北部的省份及最长的省份，西北濒北海，西接加来海峡省，南至埃纳省和索姆省，东与比利时接壤。
与巴略接壤的市镇（或旧市镇、城区）包括：杜尔莱尔、埃尔普河畔阿韦讷、埃尔普河畔圣伊莱尔、瑟穆西、阿韦内勒、伯尼、弗洛蒙-沃德勒希。

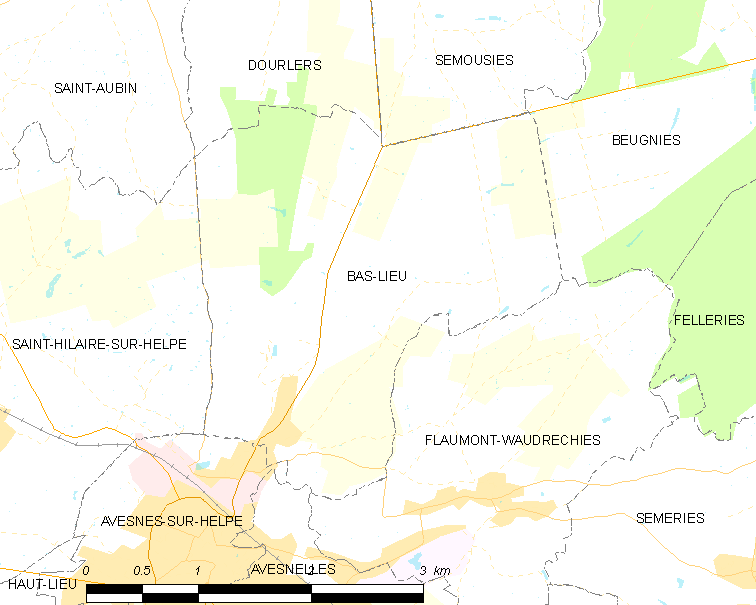
的OSM定位图

巴略的时区为UTC+01:00、UTC+02:00（夏令时）。

## 行政
巴略的邮政编码为59440，INSEE市镇编码为59050。

## 政治
巴略所属的省级选区为富尔米县。

## 人口

1962-2008年间人口变化图示

巴略于2022年1月1日时的人口数量为344人。